# کرگلین
کرگلین، روستایی از توابع بخش مرکزی شهرستان ساوجبلاغ در استان البرز ایران است.

## جمعیت
این روستا در دهستان سعیدآباد قرار دارد و براساس سرشماری مرکز آمار ایران در سال ۱۳۸۵، جمعیت آن ۶۴۰ نفر (۱۶۹خانوار) بوده‌است.روستای کرگلین به ۷ روستای مجاور راه ارتباطی دارد و روستای کرگلین از سمت جنوب و شرق  به رودخانه کردان منتهی  می‌گردد. 